# (2357) Ферекл
(2357) Ферекл (лат. Phereclos, др.-греч. Φέρεκλος) — троянский астероид Юпитера, двигающийся в точке Лагранжа L5, в 60° позади планеты, который принадлежит к спектральному классу D. Астероид был открыт 1 января 1981 года американским астрономом Эдвардом Боуэллом в обсерватории Андерсон-Меса и назван в честь Ферекла, одного из персонажей древнегреческой мифологии.

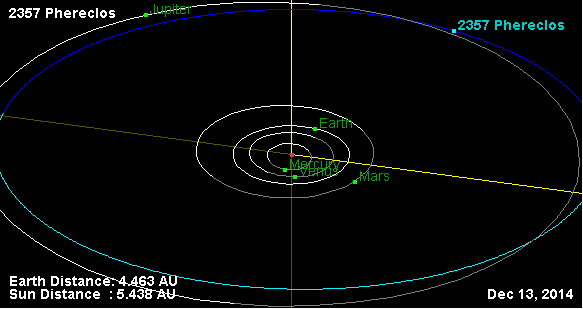
Орбита астероида Ферекл и его положение в Солнечной системе

Фотометрические наблюдения, проведённые в 2010 году, позволили получить кривые блеска этого тела, из которых следовало, что период вращения астероида вокруг своей оси равняется 14,394 ± 0,012 часам, с изменением блеска по мере вращения 0,09 ± 0,01 m.